# Nobeoka, Miyazaki
Nobeoka (延岡市 Nobeoka-shi) là một thành phố thuộc tỉnh Miyazaki, Nhật Bản.